# Torneo Súper 8
Il Torneo Súper 8 fu un torneo di pallavolo maschile per squadre di club argentine organizzato dall'ACLAV.

## Formula
Il torneo prevede la partecipazione dei club classificati dal primo all'ottavo posto al termine del girone d'andata nella corrente Liga Argentina de Voleibol: 
- Le squadre vengono divise in due gironi da quattro squadre ciascuno, dando vita a un round-robin;
- Le prime due classificate dei due gironi si incrociano tra loro, dando vita a semifinali e finali in gara unica.

## Albo d'oro
| Edizione      | Edizione      |  | Podio               | Podio                              | Podio     |
| Anno          | Sede finale   |  | Campione            | Risultato                          | Finalista |
| ------------- | ------------- |  | ------------------- | ---------------------------------- | --------- |
| 2008 Dettagli | Buenos Aires  |  | Bolívar             | 3 - 1 (25-21, 24-26, 25-18, 25-20) | Mendoza   |
| 2010 Dettagli | San Juan      |  | UPCN                | 3 - 1 (23-25, 31-29, 25-20, 25-23) | Sonder    |
| 2011 Dettagli | Mar del Plata |  | Buenos Aires Unidos | 3 - 0 (25-15, 25-23, 25-21)        | Bolívar   |

## Palmarès
| Squadre             | Titoli | Stagioni |
| ------------------- | ------ | -------- |
| Bolívar             | 1      | 2008     |
| UPCN                | 1      | 2010     |
| Buenos Aires Unidos | 1      | 2011     |